# روبرت كلارك (كاتب)
روبرت كلارك (بالإنجليزية: Robert Clark)‏ هو كاتب أمريكي، ولد في 9 أبريل 1952 في سانت بول في الولايات المتحدة.